# New Urban Spaces
|  | Denne artikel er oprettet af botten Steenthbot ud fra en ekstern database. Den kan derfor have sproglige fejl eller mangler. Denne skabelon kan fjernes efter kontrol af indholdet. |

New Urban Spaces er en dansk dokumentarfilm fra 2009 instrueret af Katrine Philp.